# يوكابد بنت لاوي
يوكابد بنت لاوي الملقبة بـ «المتوكلة» (بالعبرية: יוכבד) هي والدة النبي موسى و‌هارون وأختهم مريم وزوجة عمرام «عمران».
ورد ذكرها في الكتاب المقدس: «وَاسْمُ امْرَأَةِ عَمْرَامَ يُوكَابَدُ بِنْتُ لاَوِي الَّتِي وُلِدَتْ لِلاَوِي فِي مِصْرَ، فَوَلَدَتْ لِعَمْرَامَ هَارُونَ وَمُوسَى وَمَرْيَمَ أُخْتَهُمَا».عد 59:26]
وورد ذكرها أيضاً في القرآن: ﴿إِذْ أَوْحَيْنَا إِلَى أُمِّكَ مَا يُوحَى ۝٣٨ أَنِ اقْذِفِيهِ فِي التَّابُوتِ فَاقْذِفِيهِ فِي الْيَمِّ فَلْيُلْقِهِ الْيَمُّ بِالسَّاحِلِ يَأْخُذْهُ عَدُوٌّ لِي وَعَدُوٌّ لَهُ وَأَلْقَيْتُ عَلَيْكَ مَحَبَّةً مِنِّي وَلِتُصْنَعَ عَلَى عَيْنِي ۝٣٩ إِذْ تَمْشِي أُخْتُكَ فَتَقُولُ هَلْ أَدُلُّكُمْ عَلَى مَنْ يَكْفُلُهُ فَرَجَعْنَاكَ إِلَى أُمِّكَ كَيْ تَقَرَّ عَيْنُهَا وَلَا تَحْزَنَ وَقَتَلْتَ نَفْسًا فَنَجَّيْنَاكَ مِنَ الْغَمِّ وَفَتَنَّاكَ فُتُونًا فَلَبِثْتَ سِنِينَ فِي أَهْلِ مَدْيَنَ ثُمَّ جِئْتَ عَلَى قَدَرٍ يَا مُوسَى ۝٤٠﴾ [طه:38–40]
والآيات: ﴿وَأَوْحَيْنَا إِلَى أُمِّ مُوسَى أَنْ أَرْضِعِيهِ فَإِذَا خِفْتِ عَلَيْهِ فَأَلْقِيهِ فِي الْيَمِّ وَلَا تَخَافِي وَلَا تَحْزَنِي إِنَّا رَادُّوهُ إِلَيْكِ وَجَاعِلُوهُ مِنَ الْمُرْسَلِينَ ۝٧ فَالْتَقَطَهُ آلُ فِرْعَوْنَ لِيَكُونَ لَهُمْ عَدُوًّا وَحَزَنًا إِنَّ فِرْعَوْنَ وَهَامَانَ وَجُنُودَهُمَا كَانُوا خَاطِئِينَ ۝٨ وَقَالَتِ امْرَأَةُ فِرْعَوْنَ قُرَّةُ عَيْنٍ لِي وَلَكَ لَا تَقْتُلُوهُ عَسَى أَنْ يَنْفَعَنَا أَوْ نَتَّخِذَهُ وَلَدًا وَهُمْ لَا يَشْعُرُونَ ۝٩ وَأَصْبَحَ فُؤَادُ أُمِّ مُوسَى فَارِغًا إِنْ كَادَتْ لَتُبْدِي بِهِ لَوْلَا أَنْ رَبَطْنَا عَلَى قَلْبِهَا لِتَكُونَ مِنَ الْمُؤْمِنِينَ ۝١٠ وَقَالَتْ لِأُخْتِهِ قُصِّيهِ فَبَصُرَتْ بِهِ عَنْ جُنُبٍ وَهُمْ لَا يَشْعُرُونَ ۝١١ وَحَرَّمْنَا عَلَيْهِ الْمَرَاضِعَ مِنْ قَبْلُ فَقَالَتْ هَلْ أَدُلُّكُمْ عَلَى أَهْلِ بَيْتٍ يَكْفُلُونَهُ لَكُمْ وَهُمْ لَهُ نَاصِحُونَ ۝١٢ فَرَدَدْنَاهُ إِلَى أُمِّهِ كَيْ تَقَرَّ عَيْنُهَا وَلَا تَحْزَنَ وَلِتَعْلَمَ أَنَّ وَعْدَ اللَّهِ حَقٌّ وَلَكِنَّ أَكْثَرَهُمْ لَا يَعْلَمُونَ ۝١٣﴾ [القصص:7–13] أُمرت بإلقاء ابنها موسى في اليمّ «نيل مصر».